# Tertön Sogyal
tertön
- Sogyal Rinpoché et Khenpo Jigme Phuntsok
Tertön Sogyal ou Lérab Lingpa (né au printemps 1856 au village de Shiwa, Nyarong, mort le 23 mars 1926) est un grand maître nyingma du bouddhisme tibétain, et un découvreur (tibétain : tertön, gter ston) de trésors spirituels (tibétain : terma, gter ma).

## Biographie
D'abord brigand et chasseur comme son père, il fut à l'âge de trente ans impressionné de voir dans le viseur de son fusil des écritures de ḍākiṇī. Bouleversé de voir d'autres chasseurs tuant un animal, il décida de changer de vie et de se consacrer au Dharma.
Il devint le disciple de Jamyang Khyentsé Wangpo et de Mip'am Rinpoché.
Il devint à son tour un des maîtres de Jigmé Tenpé Nyima, Jamyang Khyentsé Chökyi Lodrö et du 13e dalaï-lama. Il découvrit de nombreux termas dont les plus célèbres sont le Yang nying p'udri (cycle d'enseignement et de pratiques de Vajrakilaya transmis au 13e dalaï-lama) et le Tendrel nyésel.
De son vivant, ses enseignements se limitèrent à de très grands maîtres mais il prophétisa qu'ils se répandraient à travers le monde avec ses incarnations suivantes.
Selon l'enseignement de Bouddha auquel Lérab Lingpa avait choisi de se consacrer, il est fondamental de se libérer des états d'esprits négatifs et émotions obscurcissantes. Tertön Sogyal estimait que se libérer ne serait-ce que d'une seule émotion négative était un véritable miracle.
Sa principale biographie tibétaine, source de nombre d'autres, est l'œuvre de Tülku Tsurlo ou Tsullo (sPrul sku Tshul lo ou Tshul khrims bzang po), qu'il désigna comme l'héritier de ses révélations ; elle s'étend sur un volume entier de ses œuvres complètes (vol. 6 de l'édition récente en 16 volumes, p. 1-348). On en trouve une version abrégée dans l'Histoire du Dzogchen de Nyoshül Khenpo. Tülku Tsurlo a par ailleurs consacré plusieurs écrits aux révélations de Tertön Sogyal.
Sogyal Rinpoché et Khenpo Jigme Phuntsok sont considérés comme étant deux de ses réincarnations.